# Edit Sámuel
Edit Sámuel (ur. 8 października 1954) – węgierska lekkoatletka, specjalistka skoku wzwyż.
Zdobyła brązowy medal w skoku wzwyż na halowych mistrzostwach Europy w 1977 w San Sebastián, przegrywając jedynie z Sarą Simeoni z Włoch i Brigitte Holzapfel z Republiki Federalnej Niemiec.
Była wicemistrzynią Węgier w 1975 i 1978, a w hali mistrzynią w 1975, wicemistrzynią w 1977 oraz brązową medalistką w 1980.
Jej rekord życiowy na otwartym stadionie wynosił 1,87 m (ustanowiony 22 czerwca 1980 w Budapeszcie), a w hali 1,88 m (3 lutego 1977 w Budapeszcie)